# Teste A/B

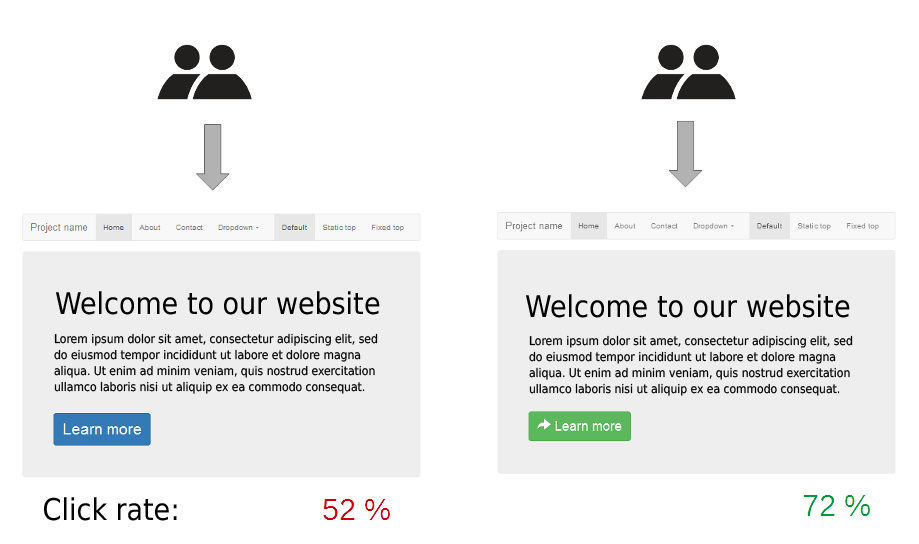
Exemplo de teste A/B: aleatoriamente, duas versões de um website são apresentados aos visitantes, mostrando diferenças sutis, como no botão, assim a efetividade dos dois designs pode ser medida.

Teste A/B é um método de teste de design através do qual comparam-se elementos aleatórios com duas variantes, A e B, em que estes são o controle e o tratamento de uma experiência controlada, com o objetivo de melhorar a percentagem de aprovação. Estas experiências são muito utilizadas em desenvolvimento web e de marketing, e até mesmo em formas tradicionais de publicidade. Teste A/B também se designa por experiência aleatória controlada, experiência online controlada e teste de divisão. Em web design, o teste A/B é utilizado para identificar alterações nas páginas web que podem provocar mudanças positivas ou negativas no interesse dos utilizadores. Como o nome já diz, duas versões são comparadas, as quais são idênticas exceto por uma variante que pode impactar o comportamento do utilizador. A versão A pode ser a versão utilizada atualmente (controle), enquanto a Versão B é a modificada (tratamento). Podem ser vistas melhorias significativas através de testes de elementos como copiar o texto, layouts, imagens e cores, mas nem sempre. Os testes multivariados ou teste de balde são semelhantes ao teste A/B, mas estes testes abordam mais de duas versões diferentes ao mesmo tempo.